# Microchilus guianensis
Microchilus guianensis är en orkidéart som beskrevs av Paul Ormerod. Microchilus guianensis ingår i släktet Microchilus och familjen orkidéer. Inga underarter finns listade i Catalogue of Life.